# Cathy Moriarty
Cathy Moriarty (n. 29 noiembrie 1960, New York City, New York, SUA) este o actriță americană, a cărei carieră se întinde de-a lungul a trei decenii. Rolul său ca soția lui Jake LaMotta în filmul Taurul furios (1980), regizat de Martin Scorsese, i-a adus o nominalizare la premiul Oscar pentru cea mai bună actriță în rol secundar. A mai apărut în filme ca Vecinii, Regina telenovelelor, Casper, Nașul stresat sau Recompensă cu bucluc. Moriarty a apărut și în seriale de televiziune ca: Tales from the Crypt, pentru care a câștigat un premiu CableACE pentru cea mai bună actriță într-un serial dramatic;  Lege și ordine, Lege și ordine: Brigada specială sau Lege și ordine: Intenții criminale .

## Filmografie
| An   | Titlu                          | Rol                           | Note                     |
| ---- | ------------------------------ | ----------------------------- | ------------------------ |
| 1980 | Raging Bull                    | Vickie La Motta               | Vezi secțiunea cu premii |
| 1981 | Neighbors                      | Ramona                        |                          |
| 1987 | White of the Eye               | Joan White                    |                          |
| 1990 | Burndown                       | Patti Smart                   |                          |
| 1991 | Soapdish                       | Montana Moorehead / Nurse Nan |                          |
| 1992 | The Mambo Kings                | Lanna Lake                    |                          |
| 1992 | The Gun in Betty Lou's Handbag | Reba Bush                     |                          |
| 1993 | Matinee                        | Ruth Corday / Carole          |                          |
| 1993 | Another Stakeout               | Lu Delano                     |                          |
| 1993 | Me and the Kid                 | Rose                          |                          |
| 1994 | Pontiac Moon                   | Lorraine                      |                          |
| 1995 | Forget Paris                   | Lois                          |                          |
| 1995 | Casper                         | Carrigan Crittenden           |                          |
| 1996 | Foxfire                        | Martha Wirtz                  |                          |
| 1997 | Women Without Implants         |                               | Film scurt               |
| 1997 | Opposite Corners               | Kathy Donatello               |                          |
| 1997 | A Brother's Kiss               | Doreen                        |                          |
| 1997 | Dream with the Fishes          | Aunt Elise                    |                          |
| 1997 | Digging to China               | Mrs. Frankovitz               |                          |
| 1997 | Cop Land                       | Rose Donlan                   |                          |
| 1997 | Hugo Pool                      | Minerva                       |                          |
| 1998 | Casper Meets Wendy             | Geri                          | Video                    |
| 1999 | P.U.N.K.S.                     | Mrs. Utley                    | Video                    |
| 1999 | Crazy in Alabama               | Earlene Bullis                |                          |
| 1999 | But I'm a Cheerleader          | Mary Brown                    |                          |
| 2000 | Red Team                       | Stephanie Dobson              | Vezi secțiunea cu premii |
| 2000 | Prince of Central Park         | Mrs. Ardis                    |                          |
| 2002 | Analyze That                   | Patti LoPresti                |                          |
| 2010 | The Bounty Hunter              | Irene                         |                          |
| 2013 | Once Upon a Time in Brooklyn   | Sarah Baldano                 |                          |
| 2013 | The Double                     | Kiki                          |                          |
| 2014 | A Cry from Within              | Alice                         |                          |
| 2014 | Tammy                          | Tammy                         | Film scurt               |

### Televiziune
| An   | Titlu                             | Rol               | Note                                                                    |
| ---- | --------------------------------- | ----------------- | ----------------------------------------------------------------------- |
| 1989 | Wiseguy                           | Denise            | Episodul: "Reunion"                                                     |
| 1992 | Tales from the Crypt              | Alison Peters     | Episodul: "Séance" Vezi secțiunea cu premii                             |
| 1994 | Another Midnight Run              | Helen Bishop      | Film TV                                                                 |
| 1995 | Bless This House                  | Alice Clayton     | Rol principal (16 episoade)                                             |
| 2000 | The Hunger                        | Maris             | Episodul: "Bottle of Smoke"                                             |
| 2001 | Law & Order                       | Lorraine Corbin   | Episodul: "For Love or Money"                                           |
| 2005 | Law & Order: Special Victims Unit | Denise Eldridge   | Episodul: "Intoxicated"                                                 |
| 2010 | Law & Order: Criminal Intent      | Annalisa Gentillo | Episoadele: "Love on Ice" (2010), "The Mobster Will See You Now" (2010) |
| 2013 | Law & Order: Special Victims Unit | Lt. Toni Howard   | Episoadele: "Poisoned Motive" (2013), "Amaro's One-Eighty" (2014)       |

## Premii și nominalizări
| An   | Pentru               | Premiu                                 | Categorie                                    | Rezultat     |
| ---- | -------------------- | -------------------------------------- | -------------------------------------------- | ------------ |
| 1981 | Raging Bull          | NSFC Award                             | Cea mai bună actriţă într-un rol secundar    | Nominalizare |
| 1981 | Raging Bull          | Golden Globe Award                     | Cea mai bună actriță într-un rol secundar    | Nominalizare |
| 1981 | Raging Bull          | Golden Globe Award                     | Cea mai bună nouă actriță a anului           | Nominalizare |
| 1981 | Raging Bull          | Academy Award                          | Cea mai bună actriță într-un rol secundar    | Nominalizare |
| 1982 | Raging Bull          | BAFTA film award                       | Cea mai bună actriță într-un rol secundar    | Nominalizare |
| 1993 | Tales from the Crypt | CableACE Award                         | Cea mai bună actriță într-un serial dramatic | Câștigat     |
| 2001 | Red Team             | DVD Exclusive Awards                   | Cea mai bună actriță                         | Nominalizare |
| 2010 | În onoarea sa        | Long Island Creative Achievement Award | Long Island International Film Expo          | Câștigat     |

## Legături externe
- Cathy Moriarty la Internet Movie Database
- Biography of Cathy Moriarty from Starpulse Arhivat în 14 iulie 2014, la Wayback Machine.
- Cathy Moriarty la CineMagia